# Yuxer Requena
Yuxer Requena (Ciudad Guayana, Bolívar, Venezuela; 21 de mayo de 1994) es un futbolista venezolano que juega como centrocampista en el Zamora Fútbol Club de la Primera División de Venezuela.